# Sankt Lambrecht
Sankt Lambrecht ist eine Marktgemeinde mit 1791 Einwohnern (Stand 1. Jänner 2024) im Gerichtsbezirk bzw. Bezirk Murau in der Steiermark und höchstgelegene Marktgemeinde des Bundeslandes (1028 m) im Thajagraben der steirisch-kärntnerischen Grenzberge.

## Geografie
Das Gemeindegebiet umfasst das Einzugsgebiet des Lambachs und seiner Nebenbäche. Die umrahmenden Berge sind der nordöstlichste Teil der Metnitzer Berge. Deren höchste Erhebungen sind der Kalkberg (1591 m) im Osten, die Grebenzen (1892 m) im Südosten, Kuhalm (1784 m) im Südwesten, Karchauer Eck (1658 m) im Westen und Blasenkogel (1602 m) im Norden.

### Gemeindegliederung
Das Gemeindegebiet umfasst zwei Ortschaften (Einwohnerzahl Stand 1. Jänner 2024) bzw. gleichnamige Katastralgemeinden (mit abweichender Schreibweise, Fläche Stand 31. Dezember 2023):
- Sankt Blasen, KG St. Blasen (504 Ew., 2.664,03 ha)
- Sankt Lambrecht, KG St. Lambrecht (1287 Ew., 4.376,97 ha)

### Nachbargemeinden
|       | Teufenbach-Katsch                                |                            |
| Murau | Kompassrose, die auf Nachbargemeinden zeigt      | Neumarkt in der Steiermark |
|       | Friesach Bezirk Sankt Veit an der Glan (Kärnten) |                            |

## Geschichte
Die Geschichte St. Lambrechts ist eng mit dem Kloster St. Lambrecht verbunden, das 1076 von Graf Markward von Eppenstein gegründet wurde. Mit dem Aussterben der Eppensteiner fiel Sankt Lambrecht 1122 an die Traungauer und somit an die Steiermark.
Am Ende des 13. Jahrhunderts lebten die Stadauer in St. Lambrecht. Heinrich Stadauer wurde 1291 Landeshauptmann in der Steiermark.
Mit 1. Jänner 2015 wurde im Rahmen der Gemeindestrukturreform in der Steiermark die Gemeinde Sankt Blasen eingemeindet.

## Kultur und Sehenswürdigkeiten
- Stift St. Lambrecht: Es ist eines der bedeutendsten Benediktinerstifte Österreichs, das früheste Wirken der Benediktiner ist für das Jahr 1076 belegt. Sehenswert ist neben dem Gesamtkomplex (Stiftskirche, Peterskirche, romanischer Karner) auch der 1643/44 angelegte ca. 3,5 ha große Stiftsgarten mit einem zweigeschoßigen Pavillon in der Mitte.
- Stiftskirche St. Lambrecht: Der romanische Kirchenbau stürzte 1327 ein, die Langhausmauern bis zum achten Pfeilerpaar und die unteren Teile der Westtürme sind erhalten. Der gotische Kirchenbau erfolgte bis 1421, brannte aber 1471 ab und wurde erneuert. Ab 1639 wurde die Stiftskirche barockisiert und dabei der Lettner entfernt.
- Von 1945 bis 1951 verband der Oberleitungsbus Sankt Lambrecht die Dynamitfabrik mit dem Bahnhof Mariahof-Sankt Lambrecht an der Rudolfsbahn. Die Anlage diente überwiegend dem Güterverkehr.
- Naturpark Zirbitzkogel-Grebenzen
- Klamm St. Lambrecht: Die eiszeitliche Klamm ist durch den Eiszeitwanderweg erschlossen.

## Wirtschaft und Infrastruktur
Wirtschaftliche Standbeine sind eine Sprengstofffabrik und der Tourismus. Die Gemeinde bildet gemeinsam mit Mühlen und Neumarkt in der Steiermark den Tourismusverband Naturpark Zirbitzkogel-Grebenzen. Dessen Sitz ist in Neumarkt in der Steiermark. Wichtiges kulturelles und wirtschaftliches Zentrum ist weiter das Benediktinerstift St. Lambrecht.

### Bildung
In der Marktgemeinde gibt es einen Pfarrkindergarten, eine Volksschule und eine Neue Mittelschule.

### Gesundheit
Die Caritas Steiermark betreibt in St. Lambrecht ein Pflegewohnhaus mit angebundenen Gemeindewohnungen.

## Politik

### Gemeinderat
Der Gemeinderat hat 15 Mitglieder.

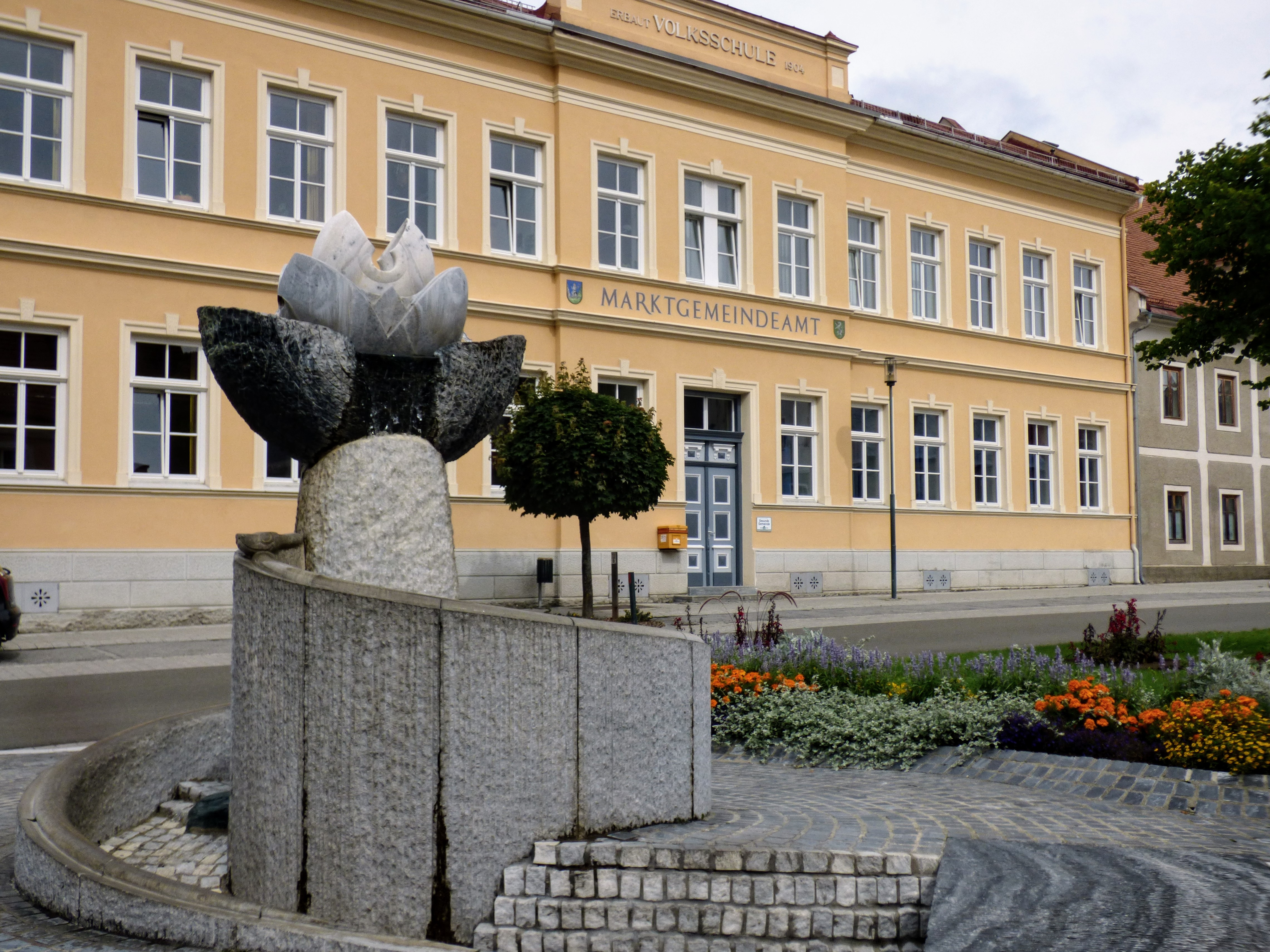
Gemeindeamt in der ehemaligen Volksschule

- Mit den Gemeinderatswahlen in der Steiermark 2015 hatte der Gemeinderat folgende Verteilung: 8 ÖVP, 5 SPÖ und 2 FPÖ.[9]
- Mit den Gemeinderatswahlen in der Steiermark 2020 hatte der Gemeinderat folgende Verteilung: 8 ÖVP und 7 SPÖ.[10]
- Mit den Gemeinderatswahlen in der Steiermark 2025 hat der Gemeinderat folgende Verteilung: 8 ÖVP, 5 SPÖ und 2 FPÖ.[11]

### Bürgermeister
- 1978–1990 Markus Schafflechner (SPÖ)
- 1990–2015 Johann Pirer (ÖVP)
- seit 2015 Fritz Sperl (ÖVP)

### Wappen

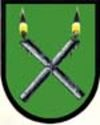
Sankt Blasen
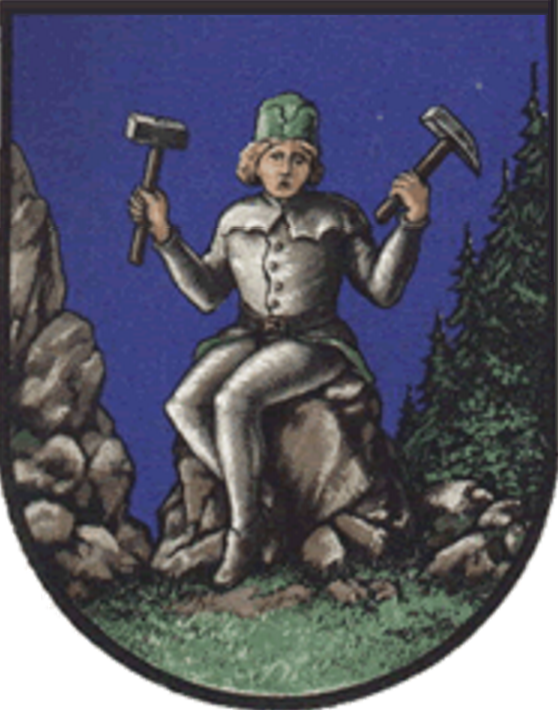
Sankt Lambrecht

Beide Vorgängergemeinden hatten ein Gemeindewappen. Wegen der Gemeindezusammenlegung verloren diese mit 1. Jänner 2015 ihre offizielle Gültigkeit.
Die Blasonierung des Wappens von St. Lambrecht lautete:
„In quadriertem Schild oben rechts in Silber an schwarzer Rebe abhangend eine blaue, grün beblätterte Weintraube, oben links in Grün die aus der Teilungslinie schräg wachsende silberne Krümme eines Bischofsstabes, unten rechts in Rot aus dem Spalt wachsend ein silbernes zwölfspeichiges Wagenrad, unten links in Silber ein schwarzes Ochsenjöchl.“
Die Neuverleihung des Gemeindewappens für die Fusionsgemeinde erfolgte mit Wirkung vom 30. September 2016

Die neue Blasonierung lautet:
„Im durch zwei goldene gekreuzte und in die Schildecken sowie an die Schildränder reichende brennende Kerzen von Blau zu Grün geteilten Schild unten silbern ein mit gekreuzten Beinen auf Felsgestein sitzender und Hammer und Schlägel aufrecht in Händen haltender Bergmann in historischer Tracht, oben mittig eine goldene Mitra.“
Das neue Wappen kombiniert die Wappen der beiden Vorgängergemeinden.

## Persönlichkeiten

### Ehrenbürger der Gemeinde
- 1959: Othmar Wonisch (1884–1961), Benediktiner und Historiker[13]
- 2016: Johann Pirer, Altbürgermeister von St. Lambrecht

### Söhne und Töchter der Gemeinde
- Andreas Stengg (1660–1741), Baumeister
- Blasius Hanf (1808–1892), römisch-katholischer Geistlicher, Benediktiner und Ornithologe
- Wolfgang Edlinger (1889–1943), Mitglied der Konstituierenden Nationalversammlung von 1919 bis 1920, Abgeordneter zum Nationalrat von 1920 bis 1923
- Hans Spreitzer (1897–1973), Geograf[14]
- Josef Moser (1919–2003), Politiker der SPÖ, Abgeordneter zum Nationalrat (1959–1979), Bundesminister für Bauten und Technik (1970–1979)
- Helmut Lackner (1954–2024), Historiker
- Christian Ilic (* 1996), österreichischer Fußballspieler, Motherwell FC (Premiership, 1. schottische Liga)
- Antonio Mrsic, österreichischer Futsal-Nationalspieler

### Persönlichkeiten mit Bezug zur Gemeinde
- Mönch Magnus (um 790), Begründer von Mariazell